# Lista câștigătorilor Cupa Intercontinentală / Campionatului Mondial al Cluburilor FIFA
Aceasta este o listă a echipelor care au câștigat Campionatul Mondial al Cluburilor FIFA, Cupa Intercontinentală și Cupa Intercontinentală FIFA.

## Competiții

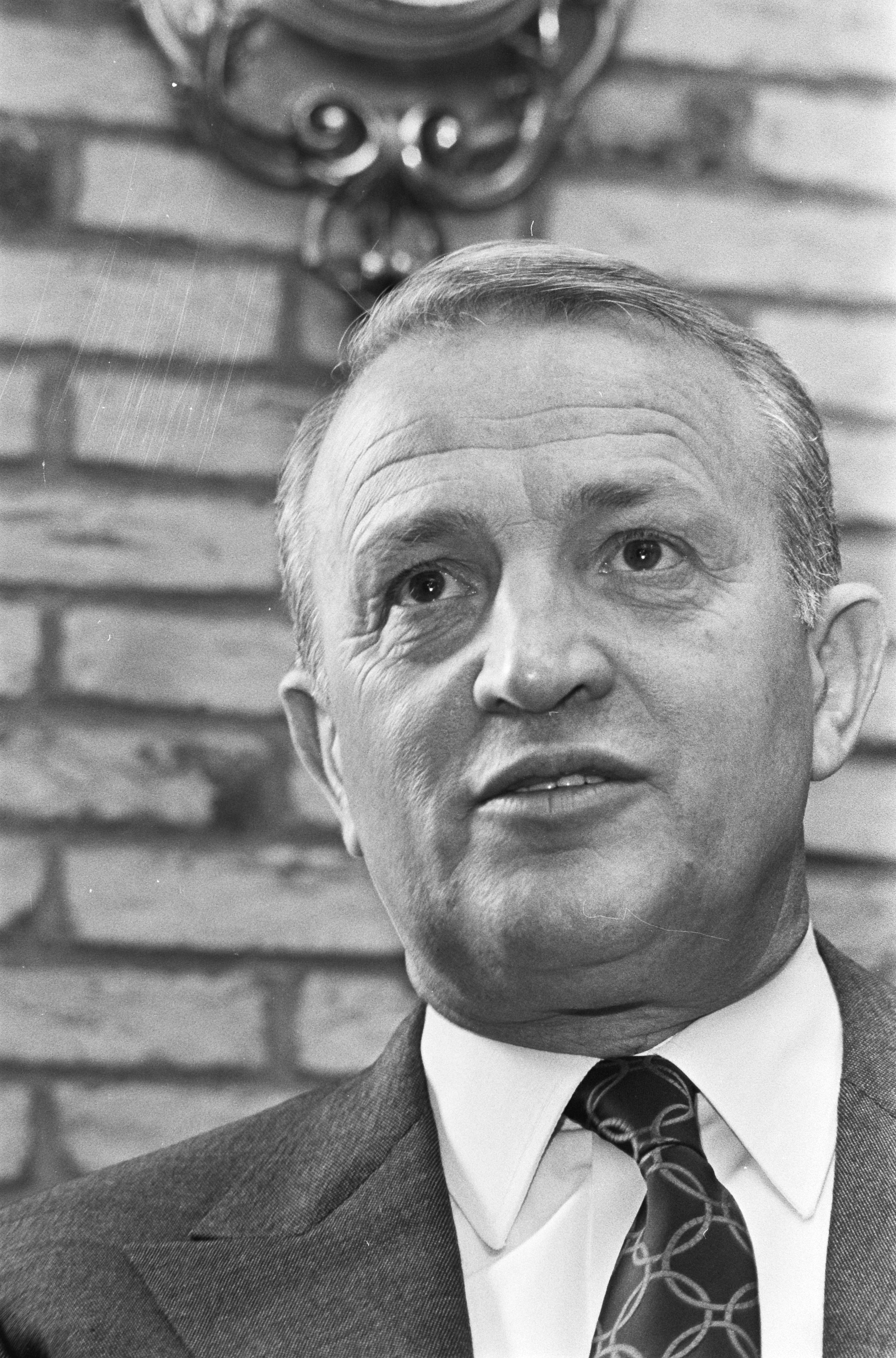
Stefan Kovacs, câștigătorul Cupa Intercontinentală cu Ajax în 1972.

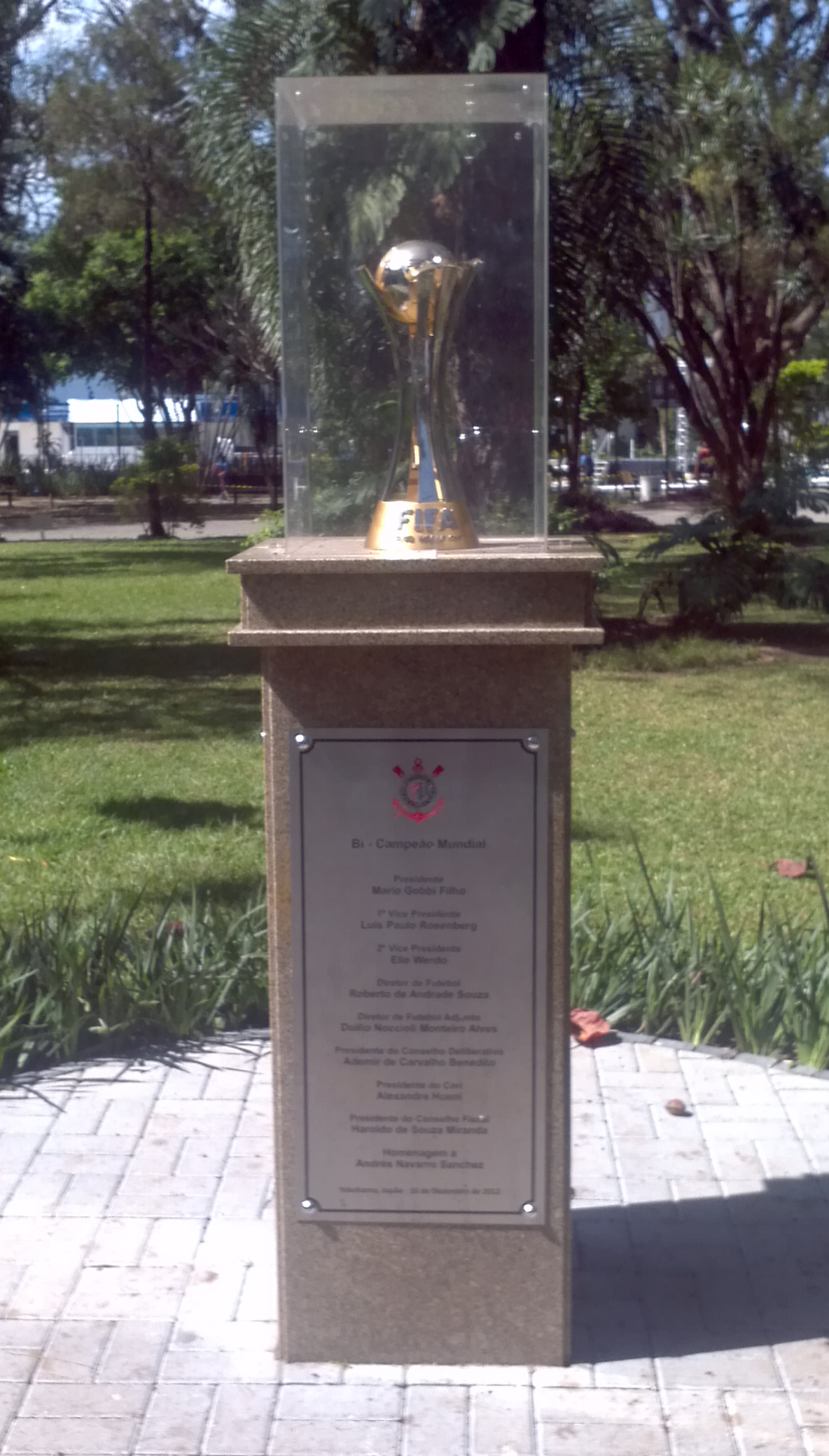
Campionatul Mondial al Cluburilor FIFA.

Sunt evenimente oficiale valabile pentru titlul mondial FIFA de jure:
- Cupa Intercontinentală, nume cu care este cunoscută Cupa Europeo-Sudamericană, a fost o competiție de fotbal desfășurată (inițial în dublă manșă, apoi într-o singură întâlnire), din 1960 pana în 2004, între câștigătoarea Cupei Campionilor Europeni (acum Liga Campionilor) și câștigătoarea cupei CONMEBOL Libertadores, în America de Sud, campionii celor celor doi continente mai departe în lumea fotbalului. Din 2005 nu s-a mai organizat din cauza reintroducerii din 2006 a Campionatul Mondial al cluburilor. În octombrie 2017, FIFA a recunoscut turneul ca fiind valabil pentru titlul mondial oficial de club.[2][3]

- Campionatul Mondial al Cluburilor FIFA (în engleză FIFA Club World Cup) este o competiție globală de fotbal, înființată în 2005 (în 2000 a avut loc o ediție pilot). Este un turneu anual că conferă oficial titlul mondial de fotbal[4][5]. Din 2025, turneul va avea loc la fiecare 4 ani.[6] Care se desfășoară între câștigătoarele:[7]
  - Ligii Campionilor UEFA
  - Ligii Campionilor AFC
  - Ligii Campionilor CONCACAF
  - CONMEBOL Libertadores
  - Ligii Campionilor CAF
  - Ligii Campionilor OFC
  - Campioana ligii naționale a țării în care se desfășoară competiția.
- Cupa Intercontinentală FIFA. Competiția include campionii de club ai celor șase confederații FIFA și se joacă ca un turneu eliminatoriu, echipa europeană primind adio la finală. Câștigătorilor li se acordă anual titlul de Campioni Mondiali.[7]

## Câștigători
| Club                 | Federație     | Victorie | Cupa Intercontinentală | Campionatului Mondial al Cluburilor FIFA | Cupa Intercontinentală FIFA |
| -------------------- | ------------- | -------- | ---------------------- | ---------------------------------------- | --------------------------- |
| Real Madrid          | Spania        | 9        | 3 (1960, 1998, 2002)   | 5 (2014, 2016, 2017, 2018, 2022)         | 1 (2024)                    |
| A.C. Milan           | Italia        | 4        | 3 (1969, 1989, 1990)   | 1 (2007)                                 |                             |
| Bayern München       | Germania      | 4        | 2 (1976, 2001)         | 2 (2013, 2020)                           |                             |
| Peñarol              | Uruguay       | 3        | 3 (1961, 1966, 1982)   |                                          |                             |
| Nacional Montevideo  | Uruguay       | 3        | 3 (1971, 1980, 1988)   |                                          |                             |
| Boca Juniors         | Argentina     | 3        | 3 (1977, 2000, 2003)   |                                          |                             |
| São Paulo            | Brazilia      | 3        | 2 (1992, 1993)         | 1 (2005)                                 |                             |
| Inter Milan          | Italia        | 3        | 2 (1964, 1965)         | 1 (2010)                                 |                             |
| F.C. Barcelona       | Spania        | 3        |                        | 3 (2009, 2011, 2015)                     |                             |
| Santos               | Brazilia      | 2        | 2 (1962, 1963)         |                                          |                             |
| Independiente        | Argentina     | 2        | 2 (1973, 1984)         |                                          |                             |
| Ajax Amsterdam       | Țările de Jos | 2        | 2 (1972, 1995)         |                                          |                             |
| Juventus             | Italia        | 2        | 2 (1985, 1996)         |                                          |                             |
| Porto                | Portugalia    | 2        | 2 (1987, 2004)         |                                          |                             |
| Manchester United    | Anglia        | 2        | 1 (1999)               | 1 (2008)                                 |                             |
| Corinthians          | Brazilia      | 2        |                        | 2 (2000, 2012)                           |                             |
| Racing Avellaneda    | Argentina     | 1        | 1 (1967)               |                                          |                             |
| Estudiantes          | Argentina     | 1        | 1 (1968)               |                                          |                             |
| Feyenoord Rotterdam  | Țările de Jos | 1        | 1 (1970)               |                                          |                             |
| Atletico Madrid      | Spania        | 1        | 1 (1974)               |                                          |                             |
| Olimpia              | Paraguay      | 1        | 1 (1979)               |                                          |                             |
| Flamengo             | Brazilia      | 1        | 1 (1981)               |                                          |                             |
| Gremio               | Brazilia      | 1        | 1 (1983)               |                                          |                             |
| River Plate          | Argentina     | 1        | 1 (1986)               |                                          |                             |
| Steaua Roșie Belgrad | Iugoslavia    | 1        | 1 (1991)               |                                          |                             |
| Vélez                | Argentina     | 1        | 1 (1994)               |                                          |                             |
| Borussia Dortmund    | Germania      | 1        | 1 (1997)               |                                          |                             |
| Internacional        | Brazilia      | 1        |                        | 1 (2006)                                 |                             |
| Liverpool            | Anglia        | 1        |                        | 1 (2019)                                 |                             |
| Chelsea              | Anglia        | 1        |                        | 1 (2021)                                 |                             |
| Manchester City      | Anglia        | 1        |                        | 1 (2023)                                 |                             |